# Argyria mesozanalis
Argyria mesozanalis là một loài bướm đêm trong họ Crambidae.